# بلناوس
بلناوس (به فرانسوی: Bellenaves) یک کمون در فرانسه است که در canton of Ébreuil واقع شده‌است. بلناوس ۳۴٫۸۸ کیلومتر مربع مساحت دارد ۳۹۵ متر بالاتر از سطح دریا واقع شده‌است.